# 萨马拉泰
萨马拉泰（義大利語：Samarate），是意大利瓦雷泽省的一个市镇。总面积15平方公里，人口16265人，人口密度1084.3人/平方公里（2009年）。国家统计（ISTAT）代码为012118。